# 王石谷墓
王石谷墓，位于中国江苏省苏州常熟市西门外程家桥环山公路南侧。1717年“清初画圣”王翚（1632─1717）去世后，初葬虞山北麓，乾隆十九年（1754）迁葬今址。墓冢前为乾隆十九年其孙、曾孙合立“皇清徵士先祖考妣石谷府君、例赠钱氏儒人合葬之兆”碑。墓前原有神道、石坊，存有宣统元年（1909）翁同龢书“清画圣王石谷先生之墓”碑。1957年8月公布为江苏省文物保护单位，1982年重新公布，随后整修了墓冢、神道、石坊等。。